# Fatogoma Sountoura
Vous venez d’apposer le modèle de débat d'admissibilité.
Avant toute chose, veuillez créer la page de débat correspondante en cliquant ici.
- Une fois la page de vote initialisée, rafraîchissez cette page, et le bandeau prendra son aspect définitif.
- Si votre débat d'admissibilité est groupé (le motif et l’argumentation doivent être les mêmes), modifiez cette page pour ajouter au modèle le paramètre « cat » suivi du nom de la page de discussion de l’article pour lequel la page de débat existe déjà (ex. : cat=Discussion:Nom_de_l'autre_article). Ensuite, suivez les nouvelles instructions qui apparaissent.
- Vous pouvez également utiliser le paramètre « type » pour faciliter l’accès aux critères d’admissibilité. Exemple : {{suppression|type=mot-clé}}. Liste des mots-clés existants : fiction, musique, art visuel, fanzine, jeu de société, porno, sportif, association, enseignement, société, site web, route, nombre, (Liste complète ici).

| 1. | Créez la page de débat d'admissibilité.                                                                      | Sauvegardez d’abord la page pour l’initialiser puis indiquez votre motivation.            |
| 2. | Important : ajoutez une entrée dans la section Débat d'admissibilité du jour.                                | Utilisez ce texte : *{{L\|Fatogoma Sountoura}}                                            |
| 3. | Pensez à informer les contributeurs principaux de la page et les projets associés lorsque cela est possible. | Utilisez ce texte : {{subst:Avertissement débat d'admissibilité\|Fatogoma Sountoura}}~~~~ |

Fatogoma Sountoura, né vers 1958 à Bamako et mort le 17 avril 2017 en Tunisie, est un officier parachutiste de l'armée malienne. Il commande notamment le 33e régiment des commandos parachutistes (33e RCP).

## Biographie
Fils de M’bamissa et Maimouna Soucko, il naît vers 1958 à Bamako. Admis à l'école militaire interarmes de Koulikoro, il en sort en 1982 et rejoint les troupes parachutistes. 
Commandant de la compagnie chargée de la sécurité présidentielle du dictateur Moussa Traoré lors du coup d'État du 26 mars 1991, il se rallie immédiatement au colonel Amadou Toumani Touré. Fin 1993, il prend le commandement du 33e RCP et est nommé chef de bataillon à compter du 1er janvier 1994.
Il est ensuite nommé conseiller à l'ambassade du Mali en Égypte, puis haut-fonctionnaire de défense au ministère de l'élevage et de la pêche et en 2011 « point focal » du centre africain d’études et de recherche sur le terrorisme de l'Union africaine.
Colonel-major depuis 2015, il décède le 17 avril 2017 en Tunisie et est enterré à Hamdallaye.